# Chanda nama
Chanda nama (Synonym: Ambassis nama) ist ein Süß- und Brackwasserfisch aus der Familie der Glasbarsche (Ambassidae). Er kommt in Pakistan, Indien, Nepal, Bangladesch und Burma vor.

## Merkmale
Er erreicht eine Maximallänge von 11 cm und hat einen für Glasbarsche recht gestreckten Körper, der seitlich stark abgeflacht und von winzigen, teilweise unregelmäßig angeordneten Schuppen bedeckt ist. Die Maulspalte ist tief, der Unterkiefer steht vor. Chanda nama ist transparent, schimmert grüngelb und ist mit zahlreichen winzigen schwarzen Punkten bedeckt. Sie verdichten sich hinter dem Kiemendeckel zu einem schwarzen Strich, der vom Beginn der Seitenlinie nach unten bis oberhalb der Brustflossenbasis verläuft. Die Kopfoberseite und die Augen sind dunkel. Die Seitenlinie ist teilweise deutlich zu sehen, teilweise ist sie reduziert. Die unpaaren Flossen der Männchen sind orangefarben, der Oberrand der ersten Rückenflosse und die Spitze der zweiten schwarz. Die Flossen der Weibchen sind gelb. Die beiden Rückenflossen sind fast völlig getrennt.
- Flossenformel: Dorsale 1 VII, Dorsale 2 I/16–17, Anale 11, Ventrale I/5.

## Ökologie
Chanda nama lebt in stehenden und fließenden Gewässern, in klaren Bächen, Kanälen, Teichen und überschwemmten Reisfeldern. Er ist häufig während der Regenzeit, ist standorttreu und revierbildend und ernährt sich vor allem von Insektenlarven, darunter auch die Larven von Fiebermücken (Anopheles) und kleinen Krebstieren. Besonders während der Regenzeit fressen sie auch die Schuppen anderer Fische. Sie können dazu das Maul im 90°-Winkel öffnen und besitzen im verlängerten, vorstehenden Unterkiefer vier konische, nach vorn weisende Zähne, mit denen sie die Schuppen von den Seiten ihrer Opfer reißen. Wegen diese Anpassungen an das Schuppenfressen wurde die Art auch in eine eigene, monotypische Gattung gestellt. Molekularbiologische Untersuchungen zeigen jedoch das die Art innerhalb der Gattung Parambassis steht.